# Mars 1918 (guerre mondiale)
février 1918 - Mars 1918 - Avril 1918
- 3 mars :
  - Signature du traité de paix entre les puissances centrales et la Russie à Brest-Litovsk.

- 5 mars :
  - Signature des préliminaires de paix de Buftea entre la Roumanie et les puissances centrales, prélude à la paix de Bucarest, signée deux mois plus tard.
  - Occupation allemande de l'archipel d'Åland

- 7 mars : 
  - Traité de Berlin entre le Reich et les conservateurs finlandais : le Reich reconnaît en son nom et au nom de ses alliés de la quadruplice l'indépendance finlandaise et renforce son influence sur le pays nouvellement indépendant.

- 8 mars : 
  - Discours de Georges Clemenceau à la chambre des députés présentant son programme de gouvernement.
  - Arrivée des Dioscures à Spa : cette ville compte de nombreux hôtels de luxe, permettant d'accueillir l'état-major allemand.

- 12 mars : 
  - Ratification par le Reich du traité signé avec la Finlande.
  - Départ officiel de Roumanie de la mission Berthelot, conformément aux termes des préliminaires de paix de Buftea : les militaires français membres de la mission se replient en Moldavie.

- 15 mars :
  - Reconnaissance de l'indépendance du Duché de Courlande et Sémigalle par le gouvernement impérial allemand.
  - Installation du gouvernement de Alexandru Marghiloman en Roumanie.

- 20 mars :
  - Mise sur pied de la division de la Baltique, constituée par l'OHL avec des vétérans du front de l'Est. Cette unité est rapidement déployée en Finlande pour intervenir dans la guerre civile aux côtés des conservateurs finlandais.

- 21 mars :
  - Lancement de l'Opération Michael : en dépit de succès initiaux, importants, l'offensive allemande s'enlise face à la résistance alliée.

- 23 mars : 
  - Reconnaissance de l'indépendance du royaume de Lituanie, État formellement indépendant placé sous la stricte tutelle politique et économique du Reich.
  - Paris est bombardée par les Pariser Kanonen.
  - Plus important combat aérien de la Grande Guerre : 70 avions britanniques et allemands sont aux prises les uns avec les autres.

- 25 mars : 
  - Conférence d'Abbeville entre le maréchal Haig et les généraux Wilson et Foch, prépare la conférence de Doullens.

- 26 mars : 
  - Nomination de Foch commandant-en-chef du front de l'Ouest, avec le titre de généralissime.

- 28 mars :
  - Déclenchement des émeutes de Québec : la population de la ville se révolte contre la circonscription.